# 约尼·塞斯塔莫
约尼·塞斯塔莫（芬蘭語：Jouni Seistamo，1939年11月9日—2022年1月9日），芬兰男子冰球运动员。他曾代表芬兰国家队参加1960年和1964年冬季奥林匹克运动会冰球比赛，分别获得第七名和第六名。